# Drosophila paracanalinea
Drosophila paracanalinea este o specie de muște din genul Drosophila, familia Drosophilidae, descrisă de Wheeler în anul 1957.
Este endemică în Puerto Rico. Conform Catalogue of Life specia Drosophila paracanalinea nu are subspecii cunoscute.